# Florencio Aróstegui
Florencio Aróstegui Zubiaurre (Bilbao, 2 de marzo de 1950 - Guecho, 4 de noviembre de 1995) fue un político liberal-conservador español, parlamentario vasco y juntero, miembro de una familia de letrados y políticos bilbaínos.

## Biografía
Nació en Bilbao el 2 de marzo de 1950, nieto de Mariano Aróstegui Ugarriza que fue procurador de los tribunales, miembro de la Sociedad El Sitio y alcalde de Bilbao en 1923 por la Liga de Acción Monárquica e hijo de Florencio Aróstegui e Ibarreche (1907-83), abogado empresarial vinculado a la Cámara de Comercio, Industria y Navegación de Bilbao, que fue secretario del Consejo de Administración de «Firestone Hispania, SA» y también concejal de adscripción monárquica en el Ayuntamiento de Bilbao, cuando Joaquín Zuazagoitia Azcorra fue alcalde. 
El joven Florencio estudió primaria en las Escuelas Pías (Escolapios) y  bachillerato en el Colegio de los Jesuitas; posteriormente fue a la Universidad de Deusto donde realizó estudios de Derecho. Ingresó en Alianza Popular (AP) en 1977 acudiendo a la celebración de su primer congreso provincial vizcaíno celebrado en Bilbao en el que resultó elegido presidente Pedro de Mendizábal, diputado al Congreso. Por esa época el coordinador regional de una “Alianza Popular Vasca” todavía embrionaria era el catalán Miguel Ángel Planas, empleado de «Firestone Hispania, SA» trasladado a Bilbao y que había cofundado AP de Cataluña, a quien Manuel Fraga había encargado contactar con distintos grupos liberal-conservadores de Euskadi para extender AP. Una vez realizada su misión le sustituiría el empresario y emprendedor vizcaíno Jesús Pérez Bilbao quien integró a Aróstegui en el organigrama de AP Vizcaya con Merino. A finales de 1978 llegaría el Referéndum para la ratificación de la Constitución española en el AP se partiría en dos: los que no querían la Constitución y los que sí la apoyaban, liderados por Fraga entre los que se encontraba Aróstegui. 
Habiéndose aprobado la Constitución al año siguiente, fueron convocadas para el 1 de marzo de 1979 las segundas elecciones generales y Aróstegui ocupó la cuarta plaza de la lista por la circunscripción electoral de Vizcaya al Congreso de los Diputados dentro de la coalición que formó AP con otras corrientes de derechas, llamada Unión Foral del País Vasco; la encabezó Luis Olarra y no obtuvo ningún diputado en Vizcaya. Nuevamente ganó Unión de Centro Democrático (UCD) con Adolfo Suárez al mando; Fraga dimitió y Alianza Popular inició en todo el estado español la llamada “Travesía del desierto”. Un mes después se convocaron las elecciones municipales de España de 1979 en las que no hubo lista de AP al Ayuntamiento de Bilbao en apoyo de la lista de UCD encabezada por Adolfo Careaga, decisión muy discutida del sustituto de Fraga, Félix Pastor. Además el País Vasco celebraría elecciones a las Juntas Generales en las que AP se presentó coaligada a la Unión de Centro Democrático.
Tras muchos debates llegó a su fin la redacción del texto del futuro Estatuto vasco y se tramitó en las Cortes Generales aprobándose por unanimidad el proyecto de ley del Estatuto de Autonomía Vasco, incluidos los votos de Alianza Popular. Pero ya terminando el verano los etarras asesinaron a Modesto Carriega segundo de la lista de la coalición de AP por Vizcaya al Congreso de los Diputados en las anteriores elecciones generales y compañero de Aróstegui que ocupaba el cuarto lugar; quince días después era ametrallado en Vedia Luis María Uriarte, también de AP, que moriría poco después. Y cuando se abrió la campaña del referéndum para aprobar el Estatuto de autonomía del País Vasco la Coalición Democrática de AP se descolgó y Fraga anunció que no lo apoyaría tal cual estaba; el 25 de octubre fue aprobado mediante referéndum celebrado al efecto y luego sería ratificado en el Congreso.
Fraga regresó tras la esperada dimisión de Pastor en calidad de presidente interino y se convocó congreso nacional con carácter extraordinario para finales de año. Pero antes se celebró el de Vizcaya donde ya estaba programado su segundo congreso provincial y el elegido para presidir fue Jesús Pérez Bilbao con Aróstegui de secretario provincial; cerró el acto Fraga donde avanzó alguna de sus ideas para el futuro. Después se celebró el III congreso nacional de AP en el que Fraga hizo la primera refundación del partido que pasaba a tener carácter presidencialista. La gente que le había apoyado, en favor de la Constitución aprobada el año anterior, fueron mayoría en el Comité Ejecutivo Nacional, entre los que estaban dos bilbaínos: J. Pérez Bilbao que entraba en calidad de secretario adjunto y Begoña Urquijo (aunque afincada en Madrid); pero además, como Planas había regresado a Barcelona, en apoyo de AP-País Vasco su relevo lo tomaba Juan Antonio Montesinos vicepresidente nacional. Con tales apoyos el horizonte de Florencio Aróstegui comenzó a ensancharse.

### Elecciones al Parlamento Vasco de 1980
Al mismo tiempo, y tras el trámite parlamentario en el Congreso, eran sancionadas las leyes estatutarias por el rey Juan Carlos I de España y el Consejo General Vasco -que se convertía en Gobierno Provisional del País Vasco-, en 1980 convocaba las primeras elecciones autonómicas al Parlamento Vasco que se celebrarían el 9 de marzo en las que Florencio Aróstegui fue el candidato a lendakari por AP encabezando la lista por Vizcaya, que era la provincia más fuerte entre los “aliancistas” vascos. Ganó el Partido Nacionalista Vasco (PNV) y él fue elegido diputado junto con Santiago de Griñó Rabert por Álava. Mientras se reunía Suárez con Carlos Garaikoetxea, en abril Pérez Bilbao comunicó su nombramiento como portavoz en el Parlamento Vasco. Al llegar la primera sesión del parlamento autonómico F. Aróstegui, en su primera intervención tras ser elegido diputado, se centró en la defensa de la unidad de España y del estado autonómico, y en contra del estado federal. En mayo presentó una proposición no de Ley para que el Parlamento Vasco acordara manifestar su condena a la violencia así como un llamamiento a la ciudadanía y a las instituciones a colaborar con las autoridades. A lo largo del verano se produjeron debates  en los que Aróstegui manifestó su visión de un Euskadi sin terrorismo etarra, o su punto de vista sobre las posibles alianzas de gobierno entre UCD y el PNV, hasta el debate de investidura de Garaikoetxea a mediados de octubre donde criticó su programa. Al mes siguiente tenía lugar el primer congreso regional AP en el País Vasco y poco después ETA asesinaba a otro compañero de la ejecutiva provincial y presidente en Santurce Vicente Zorita que había ocupado la tercera plaza en la lista que  encabezara Aróstegui al parlamento vasco. Acompañando a los familiares y amigos asistió Fraga al entierro de Zorita en el cementerio de Santurce a donde un grupo de proetarras se desplazó para increparlos y fueron desalojados por la Policía Nacional. Después Aróstegui acudió invitado a Sevilla donde manifestó su preocupación por las ikastolas y su cercanía a la influencia etarra y tuvo un recuerdo especial para Zorita. En diciembre el presidente Suárez se desplazó a Vitoria a la sede del Gobernador general, residencia «Los Olivos», para encontrarse con el lendakari y las demás fuerzas políticas vascas y ultimar las negociaciones de las transferencias del Estado a las Comunidad autónoma; la entrevista empezó cordial con Aróstegui pero terminó destemplada.

Propuesta de Alianza Popular realizada por Aróstegui (1982).

Con el anuncio de la visita de los reyes al País Vasco se inició el año 1981 y Aróstegui manifestó su conformidad. La visita iba a suponer un test para el monarca en los territorios históricos vascos y cuando estuvieron en las Juntas Generales de Guernica se produjo, durante el discurso del rey, la protesta y Aróstegui dejó clara su defensa de “la más alta magistratura del país”. Después sucedió el intento de golpe de Estado y una serie de atentados, lo que motivó que en marzo se produjese una ronda de contactos organizada por Marcelino Oreja Aguirre (UCD) gobernador general de Euskadi. Se celebró en «Los Olivos» sede de la Delegación del Gobierno español para tratar la situación política tras la toma de posesión del nuevo presidente del Gobierno español Leopoldo Calvo Sotelo y asistió Aróstegui que finalizada la entrevista manifestó su deseo de solidaridad y paz frente al terror. Luego llegó la pastoral de los obispos vascos liderada por José María Setién, que fue criticada por amplios sectores y en opinión de Aróstegui fue totalmente desafortunada. El siguiente debate que se planteó fue la intención del lendakari Garaikoetxea de asumir la lucha antiterrorista que provocó reacciones contrarias en UCD y AP.  
Durante el verano se fraguaron los acuerdos del Gobierno de España (UCD) con el principal partido de la oposición (PSOE) sobre materia autonómica de las que AP se desvinculó, manifestando Aróstegui que los “ucedistas” (UCD) preferían a los socialistas (PSOE). Comenzada la  actividad parlamentaria, cuando se planteó el debate sobre esos acuerdos y la LOAPA, hubo de  enfrentarse con el presidente de la cámara vasca Juan José Pujana (PNV) por no admitir a trámite sus propuestas de acatamiento a la Constitución y en favor de la unidad del estado español, alegando una distinta vara de medir ya que su compañero De Griñó las presentó 3 minutos tarde. En noviembre llegaría el tercer congreso provincial de AP-Vizcaya donde Aróstegui anunció que el País Vasco no sería un batzoki, con intervención de Fraga incluida que reconoció roces con UCD pero declaró su intención de no hacerles caso. El 10 de diciembre participó en el mitin organizado por AP-Cataluña con Miguel Ángel Planas a la cabeza, en un hotel de Barcelona.

#### En la ejecutiva nacional de AP
Arrancó el año 1982 siendo secuestrado el industrial José Lipperheide, con familia de simpatizantes de AP cercanos a Aróstegui, y que fue liberado un mes después previo pago del rescate. A final de enero tuvo lugar el segundo congreso regional de AP en el País Vasco, donde Aróstegui fue reelegido y sacó adelante su ponencia de estrategia política y electoral y, además, hizo un llamamiento a los grupos ideológicos afines para formar una alternativa al PNV, buscando un acuerdo con lo que quedaba de UCD, lo cual no le hizo ninguna gracia a los dirigentes “ucedistas” dentro de esa relación amor-odio que mantenían. Llegó el V congreso nacional de AP donde Aróstegui encontró su punto de inflexión; allí fue designado vicepresidente nacional por la federación de AP y recibió el reconocimiento a nivel nacional de su partido. Anunciadas las primeras elecciones al Parlamento andaluz para mayo, fue invitado a participar en los actos preelectorales andaluces  en apoyo del candidato Antonio Hernández Mancha, teniendo un mitin en Jaén y otro en Écija. Entremedias se mostró contrario al cierre de la central nuclear de Lemóniz en el debate que se planteó tras el asesinato del director del proyecto, Ángel Pascual Múgica, tal y como había ocurrido con el ingeniero José María Ryan hacía año. Y regresó a la contienda electoral andaluza con un mitin en Córdoba en el que dijo que UCD ya no era nada. Tras las elecciones andaluzas, se celebró en junio la primera interparlamentaria autonómica de AP en Madrid a la que acudió como representante de AP en el Parlamento Vasco y fue uno de los tres intervinientes autonómicos y donde se le escucharon los problemas con el PNV y el proyecto de Ley Orgánica de Armonización del Proceso Autonómico, más conocida por su acrónimo LOAPA. Pero en julio llegó la vuelta a la realidad para los “aliancistas”, pues fue asesinado por los terroristas el delegado de Tabacalera en Vizcaya y activo afiliado de base de Las Arenas, Alberto López-Jaureguizar.

#### Conflictos
Nuevamente hubo enfrentamientos con el presidente de la cámara vasca en los que Aróstegui tomo partido. El verano continuó mal para las fuerzas españolas de centro-derecha, empezaron a aflorar las rivalidades entre “aliancistas” y “ucedistas”. Los unos veían que su partido (AP) se venía arriba y los otros (UCD) no se hacían a la idea de la pérdida de su hegemonía, con lo que la confección de las listas electorales de cara a una posible coalición en el País Vasco, se planteaba muy tensa. Marcelino Oreja, en estado de gracia, reclamaba los mejores puestos para los “ucedistas” vascos y supo presionar a Fraga, y este ordenó a Aróstegui ceder. Finalizaron las negociaciones y la lista de Álava la encabezó  Oreja lo que era asumible, pero lo que dolió a la estructura de AP fue el sacrificio de Vizcaya donde se esperaba que fuera el propio Aróstegui, que se tuvo que conformar con el Senado. Solo les quedó encabezar la lista de Guipúzcoa -la que peores posibilidades tenía- con un hombre de AP, José Ramón Stembert y Rivilla, aunque quien realmente destacó fue el tercero, Gregorio Ordóñez. Durante la campaña se manifestó en contra de las medidas de gracia para las bandas armadas así como a favor de no tocar el Estatuto de Guernica y otros temas locales, con visita de Fraga incluida. Llegaron las Elecciones generales de España de 1982 en las que AP concurrió en la Coalición Popular con el Partido Demócrata Popular (PDP) y el Partido Liberal(PL). Las ganó Felipe González (PSOE), Fraga fue el jefe de la oposición y la UCD se hundió. Dentro de la coalición de centro-derecha vasca salió elegido Julen Guimón (UCD) por Vizcaya y  Marcelino Oreja (UCD) por Álava, nadie de AP, nadie por Guipúzcoa y nadie al Senado. Mientras se analizaban los resultados, la actividad parlamentaria en el País Vasco seguía su curso y en noviembre se produjo el esperado debate en la cámara autonómica por el tema de la financiación. El PNV había estado replegado parte del verano al objeto de decidir cuál iba a ser la propuesta de la estructura interna financiera de Euskadi, y salió vencedora la de Emilio Guevara Saleta, diputado general de Álava y parlamentario autonómico, con su tesis de un “concierto interno” la cual fue apoyada por Aróstegui al considerarla dentro de la tradición foral vasca. A finales de año se hizo público el problema de las deudas de UCD - País Vasco contraídas durante la campaña electoral y Marcelino Oreja tuvo que declarar en los medios desmintiendo que hubiese una sentada frente a su casa. Aróstegui, con las elecciones todavía en la memoria, hizo unas declaraciones nada exentas de sorna, en las que afirmaba a que las deudas de los “ucedistas” vascos no serían obstáculo para entenderse y, mencionando el ascenso generalizado de su partido, declaró que la estructura de AP-País Vasco podría hacerse cargo del peso de la coalición llegado el momento.
En 1983 Aróstegui anunció la gran coalición de centro-derecha de cara a las siguientes elecciones en las que concurrirían, no solo con UCD sino, también, con el PDP y el PDL; aprovechó para tratar de normalizar sus relaciones con Oreja y, además, atacó al gobierno socialista por su gestión de RTVE.  Pocos días después se desplazó a Madrid para participar en el II Salón del Centro Cultural de la Villa en el apartado “País Vasco” donde compartió mesa redonda con Xabier Arzalluz (PNV), José María Benegas (PSOE), Mario Onaindia (EE) y Jesús María Viana  (CDS). Mientras se tomaban nuevas medidas de seguridad en la lucha contra el terrorismo, a las que manifestó su apoyo, también era consciente de que Alianza Popular en el País Vasco iba abandonando sus postulados liberal-conservadores y desplazándose hacia los democristianos de Marcelino Oreja, dentro de la estrategia para enfrentar al PNV. 
Tras el atentado etarra contra el Banco de Vizcaya, en el que perdieron la vida tres empleados de esa entidad en febrero, se produjo en Bilbao la primera gran manifestación contra la banda terrorista. En el mes de marzo se convocaban nuevas elecciones municipales para todo el territorio español y en Euskadi, además, las Juntas Generales. La novedad para AP fue que –sin F. Pastor en la Ejecutiva nacional- pudo presentar candidatos a los ayuntamientos vascos, y por Bilbao el candidato de la Coalición Popular fue Juan Achúcarro Arisqueta. En la precampaña electoral Fraga acudió a Vitoria en compañía de Aróstegui a las “Jornadas Forales” organizadas por la «Fundación Cánovas del Castillo», donde intentaron reventarles el acto. Poco después Arzalluz lanzaba una propuesta para internacionalizar los problemas de Euskadi a lo que Aróstegui se negó calificándola de cortina de humo. A finales de ese mismo mes de abril lanzó acusaciones a todos los partidos políticos, pero en especial al PNV por su postura del “agravio comparativo”. Aróstegui resultó elegido en las elecciones forales en la lista de Bilbao miembro a las Juntas Generales de Vizcaya II Mandato, en calidad de juntero. Antes y después se barajaron todo tipo de pactos con movimientos en favor de desbancar a los nacionalistas de las tres capitales vascas, por el PSOE lo lideró Ricardo García Damborenea y por la Coalición Popular fue Aróstegui quien se desplazó a Madrid para reunirse con la Ejecutiva Nacional que había hecho contactos con Alfonso Guerra al efecto, pero el acuerdo incluía a Euskadiko Ezkerra (EE) que se negaba.

#### Nueva estructura política

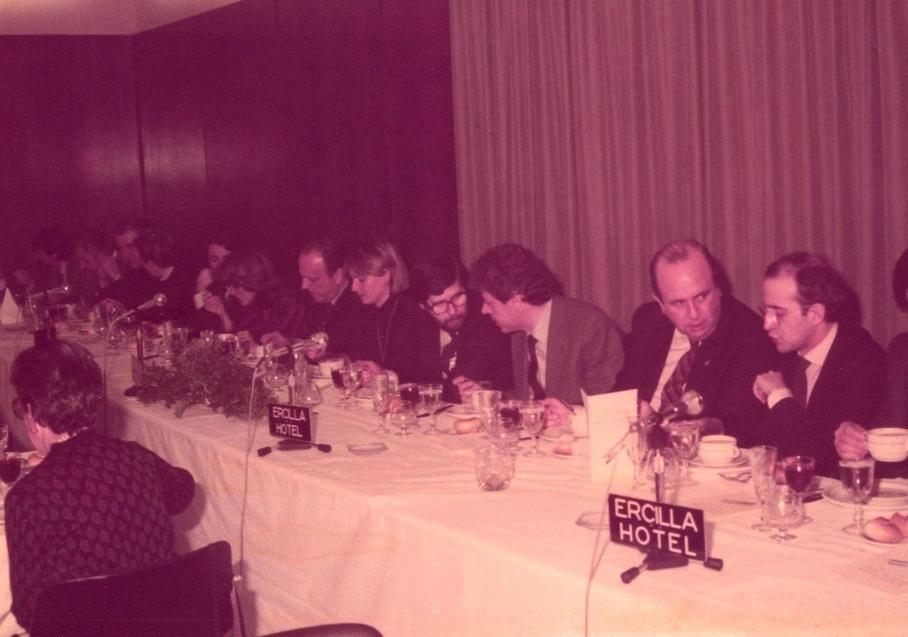
A la izquierda Mayor Oreja con Fraga, presidiendo un acto de la Coalición Popular; en el centro de la imagen, Aróstegui con (?) y a continuación Juan Antonio Montesinos con Javier Zarzalejos (dcha). Bilbao, Elecciones vascas 1984

Con la intención de dar una mayor presencia de la Coalición en el País Vasco, a principios de verano Fraga aprobó la creación de una estructura liderada por el sobrino de Marcelino, Jaime Mayor Oreja (entonces del PDP) con Aróstegui de segundo de a bordo y Javier Zarzalejos (AP) como secretario, además de Pedro Morales (AP) y Julen Guimón (PDP). A finales de julio pidió que la bandera de España ondeara en el Parlamento Vasco y demás edificios autonómicos y tras el debate, con cruce de acusaciones entre el diputado del PNV José Antonio Rubalkaba con Aróstegui inicialmente y con el diputado Enrique Casas por parte del PSOE más tarde, el PNV neutralizó la petición. Fraga reunía al Comité político la Coalición Popular del País Vasco, con Marcelino Oreja formando ya parte de AP (al que presentó Aróstegui) y tras la cumbre, entre el gobierno de Madrid y el autónomo vasco, se mantenían a la espera con optimismo. En septiembre acudió acompañando a Fraga a la residencia de verano del lehendakari Garaikoetxea para conocer de primera mano el plan de choque por las inundaciones que asolaron parte de Euskadi. Después Aróstegui se interesó por las ayudas a los damnificados y pidió garantías -vía interpelación parlamentaria- al gobierno vasco para que se usasen correctamente. Ya en octubre, con el discurso de Garaikoetxea, no quedó muy contento, decepcionado por la falta de prioridades del lehendakari. Poco después fue secuestrado el capitán Alberto Martín y llegaron los momentos duros en los que hubo de mantenerse firme ante el chantaje, pero sin suerte alguna. Tanto AP como PSOE se mostraban a favor de las nuevas medidas antiterroristas y de exigir a Francia que dejara de ser un “santuario” para los etarras. También denunció el doble lenguaje de los socialistas según fuere en Madrid o en el País Vasco. Seguidamente tuvo lugar el tercer congreso de AP en el País Vasco. Celebrado en noviembre, para la presidencia regional fue elegido Iñigo de Otazu Zulueta y como secretario regional Aróstegui, que además presentó la ponencia sobre estrategia política, y como gerente F. Machín; además se vislumbraba la posibilidad de que Aróstegui repitiese como candidato.

### Elecciones al Parlamento Vasco de 1984
Al mes siguiente, cuando llegó el aniversario de la Constitución española recibió con satisfacción la noticia de que el 6 de diciembre si ondearía la bandera nacional con la ikurriña en Ajuria Enea,  pero después se supo que sería Jaime Mayor Oreja el candidato de la Coalición Popular y comenzaron los problemas en su seno, con la dimisión de cargos en Guipúzcoa. Aróstegui se mantenía como n.º 1 por Vizcaya y Luis López Armentia por Álava Al mismo tiempo Óscar Alzaga, aprovechando la coyuntura al alza de los democristianos vascos, reclamaba mayor protagonismo en la Coalición para el resto del estado. Poco a poco se fueron superando las desavenencias en Guipúzcoa y se adelantó la campaña electoral, por lo que, a comienzos de 1984 se anunció la convocatoria por el lendakari Garaikoetxea de nuevas elecciones autonómicas, del VI congreso nacional de AP, y el anuncio oficial de que el candidato a lendakari por la Coalición Popular sería Jaime Mayor Oreja, en un acuerdo enmarcado en los pactos llevados a cabo por Fraga para unir el centro-derecha en el País Vasco (y España ) y volvió a estallar un sector de AP, esta vez de Vizcaya. Pero Aróstegui lo aceptó disciplinadamente y el giro de AP vasca hacia la democracia cristiana se daba por culminado. Pasado el trance regresó  al debate político y se manifestó, en calidad de secretario regional de AP, acerca de las dificultades de alcanzar un acuerdo de gobierno con el PNV. Trabajó con Mayor Oreja como cabeza de lista por Vizcaya en una campaña electoral con atentado fallido contra Fraga incluido en un mitin y el asesinato del senador socialista Casas.
La Coalición Popular obtuvo siete escaños, dos de ellos por Vizcaya: Aróstegui y Joaquín Mª Aguirraga. Tras las elecciones se hizo patente el techo del PNV y se produjo una ronda de consultas celebrada por el más votado, Garaikoetxea. Cuando les llegó el turno, acudió Aróstegui acompañando a Mayor Oreja quien aseguró su deseo de no pactar . Mientras tanto la crisis interna del PNV comenzó a manifestarse  y días después Garaikoetxea anunció que formaría gobierno en minoría.

#### Problemas para Aróstegui
Hubo movimientos internos en AP, por un lado el sector alavés intentó “dimitir” a Aróstegui como diputado autonómico, y de otro, cuando fue acusado de no trabajar lo suficiente en el Parlamento vasco y de acercamiento a una “familia” del  PNV lo que no esperaban sus detractores es que, por orden de Miguel Herrero y Rodríguez de Miñón, hacía el acercamiento pero acabó haciéndose público.  Al final sus críticos recurrieron a la acusación de fraude realizada contra él por Alfredo Berástegui –un exdirectivo de la «Asociación del Automóvil de Vizcaya», gestoría de la que era socio capitalista Aróstegui- por acciones dolosas de un exempleado en el pasado (después sería por  otro empleado). Estos hechos motivaron que se le abriese “expediente informativo” (previo al disciplinario) por el presidente de AP en Vizcaya. Los acontecimientos seguían su ritmo y se celebraba una cumbre de la Coalición Popular al más alto nivel en clave vasca con la asistencia de Fraga, Alzaga y Pedro Schwartz a la que acudió Aróstegui como secretario regional de AP y diputado, junto al líder vasco de la Coalición Mayor Oreja, el secretario regional del PDP J. Guimón y J. Zarzalejos de AP en calidad de secretario de la Coalición. Arturo García Tizón, entonces presidente del Comité de Disciplina de AP, investigó y recomendó a Aróstegui una comparecencia en distintos medios de comunicación como así haría. El fondo del asunto era que el principal empleado de la gestoría Francisco Salsón Galarraga había cometido la estafa en calidad de gestor administrativo colegiado por impagos a la Hacienda foral y que ya se había querellado a lo largo de 1985 contra él; Salsón se hallaba huido de la Justicia. Además negociaba un acuerdo sobre el pago de la deuda a sus clientes, mayoritariamente afiliados del partido, así como con la Hacienda foral para el pago de los tributos y sanciones.
Al mismo tiempo, el lendakari Garaikoetxea era criticado en su propio partido por motivos ideológicos y terminó el año con la exigencia de su dimisión que aceptaría y sería elegido nuevo lendakari José Antonio Ardanza, pero la guerra fratricida estaba lejos de acabar y la escisión amenazaba al partido mayoritario vasco. Los líderes de la Coalición Popular seguían con expectación el desenlace “peneuvista”, que había dejado en segundo plano sus propios problemas regionales y nacionales.

#### Antes del adiós
En esas circunstancias Aróstegui, para dejar clara su lealtad publicó en el diario de ámbito nacional un artículo titulado “El Techo de Fraga” dándole aliento a Fraga, pues Jorge Verstrynge había puesto en marcha una operación encaminada a “jubilarlo” anticipadamente. Aróstegui defendió a su líder nacional, se mofó de los socialistas y sus políticas, de la Operación Roca (Partido Reformista Democrático) y recordó que las muchas coincidencias con el PNV -superada la autodeterminación- llevarían algún día a pactar con esta fuerza política (como así hizo José María Aznar en 1996). Arzalluz apareció en escena aprovechando los problemas de Aróstegui para distraer y sacudir a una Coalición Popular en crisis, dentro de los enfrentamientos que mantenía el mismo con la corriente democristiana de los populares (Guimón y Mayor Oreja) en la 'Unión Europea Demócrata-Cristiana' (UEDC), siempre perjudicial a sus intereses europeos. Mientras se celebró en Bilbao el 4º congreso regional de AP ya sin Aróstegui en la Ejecutiva. Meses después escribió junto con el concejal de Bilbao Fernando Sánchez, a quien habían expedientado también, contra los terroristas etarras en defensa de los amenazados por la banda terrorista, a la vez que seguía a la espera de su procedimiento disciplinario y a principios de 1986, sobre la celebración del Referéndum de la OTAN. Al mes siguiente fue el VII congreso nacional de AP del que Fraga salió bastante debilitado, y tras este finalmente, Aróstegui fue acusado formalmente por su sucesor en la Secretaría regional, Leopoldo Barreda de no obedecer cinco normas de los estatutos de AP, Leopoldo Barreda, tras el congreso nacional de AP fue expulsado de AP por el nuevo presidente del Comité de Conflictos y Disciplina, Félix Pastor Ridruejo –recuperado por Verstrynge– que siempre estuvo presto a reducir el número de los leales a Fraga.
A partir de ese momento, antes de finalizar la legislatura autonómica, cuando ya se vislumbraban las elecciones autonómicas vascas, Florencio Aróstegui fue testigo mudo del anuncio de Mayor Oreja que renunciaba a presentarse (se había  hundido el PDP) y el cabeza de lista sería Julen Guimón (ex PDP y entonces ya de AP) como nuevo candidato a lendakari. Más tarde viviría el fin de Verstrynge (sustituido por Alberto Ruiz Gallardón) y de la dimisión de Fraga tras las elecciones vascas, junto con ceses y dimisiones de muchos otros. Antes de que terminara su mandato como juntero publicó contra los terroristas y desapareció de la escena política.
En 1989, habiendo hecho frente al pago de las deudas ocasionadas por su exempleado en la gestoría, invirtió en el negocio de la distribución minorista de hidrocarburos. Dos años después (1991) se casó en segundas nupcias con Rosario Iturriaga, con quien tuvo descendencia.
Falleció en Guecho el 4 de noviembre de 1995 víctima de un cáncer.